# Rostanga rubra
Rostanga rubra (Risso, 1818) è un molluscho nudibranchio della famiglia Discodorididae.